# Peperomia plurispica
Peperomia plurispica är en pepparväxtart som beskrevs av William Trelease. Peperomia plurispica ingår i släktet peperomior, och familjen pepparväxter. Inga underarter finns listade i Catalogue of Life.